# Germaine Collette Dempster
 (septembre 2022).
Germaine Célestine Henriette Collette Dempster, née à Ixelles (Belgique) en 1898 et morte en 1970, est professeure à l'université de Chicago, spécialiste de Geoffrey Chaucer.

## Biographie
Lors de son inscription à l'Université de Liège en 1919, Germaine Colette déclare être orpheline. La même année, elle réussit la première épreuve du doctorat à la Faculté de Philosophie et Lettres de Liège, germanique, avec grande distinction.
Sa fiche de candidature au programme de la Commission for Relief in Belgium (CRB), qui deviendra la Belgian American Foundation) mentionne un doctorat de Université de Liège avec une thèse sur Some Old Dutch and Flemish Narratives and Their Relation to Analogues in the Decameron en 1921 et une deuxième thèse en 1923 sur l’influence de John Milton sur la poésie cosmique de John Keats.
Lauréate du Concours universitaire 1924 et boursière de la CRB 1922-1923, elle sollicite une prolongation d'un an de sa bourse à Stanford; elle l'obtient de haute lutte en mobilisant notamment le bureau américain de la CRB, et en 1924 elle décroche le diplôme de Master of Arts. Les années 1923 et 1924 passées à l'Université Stanford dans la foulée de ses études à l’Université de Liège marquent un tournant décisif dans sa vie personnelle et dans sa carrière.
La jeune femme épouse le physicien Arthur Jeffrey Dempster en 1926,, adopte la nationalité américaine, et poursuit un parcours académique à l’Université de Chicago aux côtés de son époux.

## Ses deux années de bourse CRB
Très peu de femmes sont sélectionnées parmi les candidats à une bourse de la Commission for Relief in Belgium (CRB) ou de la Belgian American Educational Foundation (BAEF). La présence de quelques-unes d'entre elles est quasiment ignorée, tous les documents sont rédigés au masculin, et la question du genre n’est soulevée qu'au hasard d'autres débats,.
Persévérante et volontaire, Germaine Collette s’écarte des stéréotypes attendus d'une jeune femme. Ainsi, lorsque le bureau bruxellois de la CRB rejette le renouvellement de son mandat, elle se défend de son mieux et alerte les autorités de Stanford et du bureau américain pour faire appel de la décision. Les rapporteurs la disent très capable, brillante, travailleuse et acharnée, ou encore un élément stimulant au cours. Très positif, le rapport du Secrétaire de la CRB, en visite à Stanford en mars 1923, relève la présence d’une "élève d'élite" travaillant activement à sa thèse et exploitant au maximum les ressources de la Bibliothèque, pour laquelle il faudrait trouver une solution. Mary Yost (en), la Doyenne des femmes, une personnalité marquante, soucieuse d'être à l'écoute des étudiantes, la décrit comme quelqu'un « exceedingly interesting ; very free from prejudice of any kind ». Les archives complètent le tableau en identifiant une boursière motivée qui se bat avec énergie, que ce soit pour faire revenir le bureau bruxellois sur sa décision ou pour dénoncer le double préjugé dont elle se sent victime (à la fois celui de femme et celui de boursière impliquée dans le domaine littéraire). La bataille engagée tant par son université américaine que par d’éminents professeurs de Stanford, notamment John Tatlock pour faire revoir son dossier permettent d'apprécier sa réputation locale, et, même si on peut supposer que pour tenter de gagner une partie qui semblait perdue les intervenants américains ont exagéré les points positifs et ont sollicité des recommandations dont ils savaient qu'elles iraient dans leur sens, force est de constater à la lecture des comptes rendus de la BAEF que tous les candidats ne sont pas encensés de la sorte.
Germaine Collette s'entend aussi à exprimer ses opinions personnelles tout en s’efforçant de ménager les autorités responsables de sa bourse. Confrontée aux divergences entre les buts et idéaux des deux leaders du programme CRB (du côté belge, Emile Francqui, et, du côté américain, Herbert Hoover), tout en admettant que la Belgique a besoin de futurs ingénieurs et médecins pour se reconstruire, elle se rallie néanmoins clairement aux principes fondateurs de Herbert Hoover, et fait valoir qu’il serait très dommageable que la sélection de Belges exclue les linguistes et les philosophes,. Contrairement à la plupart des autres étudiants, elle porte un regard sceptique sur l’enseignement universitaire aux États-Unis : selon elle, trop mécanique, il ne développe pas l’indépendance du jugement et du goût,. Elle s’est intégrée sans difficulté à la vie estudiantine et est devenue membre actif de plusieurs clubs tels que l’English Club et le Philological Club, auprès desquels elle s'entraîne à présenter sa thèse.
En 1922, elle représente les étudiants belges lors du dévoilement de la statue offerte par la Belgique dédiée à Hoover.

## Carrière
Le créneau dans lequel elle s’insère est celui de la littérature anglaise du Moyen Âge, en particulier les études consacrées à Geoffrey Chaucer.
Son nom est intimement associé à Sources and Analogues of Chaucer's Canterbury Tales, coédité avec W.F. Bryan, et réimprimé à plusieurs reprises (1959, 1962 et microfilm 1974), et qui a été la référence pendant 50 ans. Loin de suivre le schéma traditionnel de l’étude des sources, cette somme renouvelle la méthode en analysant leur utilisation. Si l'ancienne étudiante de Liège a contribué à renouveler l'étude des sources, sa participation au volume se limite en fait à la coédition de contributions de spécialistes. Un compte rendu de 1942 souligne, par exemple, son apport à l'ouvrage, auquel elle confère un caractère fini grâce au travail ordonné de relecture
Kemp Malone relève aussi « son soin et sa précision habituels » dans le compte rendu de la révision intégrale de The Legendary History of Britain. Geoffrey of Monmouth’s Historia Regum Britanniae and its Vernacular Versions de J.S.P. Tatlock, « Mrs. A.J. Dempster had the pious task of reading page proof and making the index, a task which she carried through with her usual care and accuracy »,).
Germaine Collette est reconnue pour son travail sur les Canterbury Tales, caractérisé par la publication de nombreux articles, études ou critiques. Elle est par ailleurs reconnue pour l'aide qu'elle a apportée aux autres personnes ayant étudié ces deux sujets.
Le fonds d’archives relatives à la période postérieure à 1940 a été rassemblé à l'Université du Colorado à Boulder, et constitue un volume de 14 pieds linéaires. Ce sont des notes de cours, notes et correspondance relatives à ses recherches et publications, coupures de presse, reprints….

## Publications

### Livres
- Dramatic Irony in Chaucer and Its Origin, Stanford University Department, Stanford University, 1924, 610 p.
- Dramatic Irony in Chaucer, Stanford University Press, 1932, 102 p.
- W.F. Bryan et Germaine Dempster, éds., Sources and Analogues of Chaucer's Canterbury Tales (ouvrage écrit en collaboration avec des membres du Chaucer Group of la Modern Language Association of America), Chicago, Illinois, University of Chicago Press, 1941, xvi, 765 p.

### Articles
- A Further Note on Dorigen's Exempla, Stanford, Stanford University Publications, 1932
- Some Old Dutch and Flemish Narratives and Their Relation to Analogues in the Decameron, PMLA, Vol. 47, No. 4 (Dec., 1932), p. 923-948
- Did Chaucer Write An Holy Medytacion? Modern Language Notes, Vol. 51, No. 5 (May, 1936), p. 284-295
- On the Source of the Deception Story in the Merchant's Tale, Modern Philology, Vol. 34, No. 2 (Nov., 1936), pp. 133-154, pp. 923-948
- Chaucer at Work on the Complaint in the Franklin's Tale, Modern Language Notes, Vol. 52, No. 1 (Jan., 1937), pp. 16-23
- Chaucer's Wretched Engendering and An Holy Medytacion, Modern Philology, Vol. 35, No. 1 (Aug., 1937), p. 27-29
- The Original Teller of the Merchant's Tale, Modern Philology, Vol. 36, No. 1 (Aug., 1938), p. 1-8
- A Further Note on Dorigen's Exempla, Modern Language Notes, Vol. 54, No. 2 (Feb., 1939), p. 137-138
- Thy Gentillesse in the Wife of Bath's Tale, D 1159-62, Modern Language Notes, Vol. 57, No. 3 (Mar., 1942), p. 173-176
- Chaucer's Manuscript of Petrarch's Version of the Griselda Story, Modern Philology, Vol. 41, No. 1 (Aug., 1943), p. 6-1
- Manly's Conception of the Early History of the Canterbury Tales, PMLA, Vol. 61, No. 2 (Jun., 1946), p. 379-415
- On the Significance of Hengwrt's Change of Ink in the Merchant's Tale, Modern Language Notes, Vol. 63, No. 5 (May, 1948), p. 325-330
- A Chapter of the Manuscript History of the Canterbury Tales: The Ancestor of Group D; the Origin of Its Texts, Tale-Order, and Spurious Links, PMLA, Vol. 63, No. 2 (Jun., 1948), p. 456-484
- The Fifteenth-Century Editors of the Canterbury Tales and the Problem of Tale Order, PMLA, Vol. 64, No. 5 (Dec., 1949), p. 1123-1142
- A Period in the Development of the Canterbury Tales Marriage Group and of Blocks B2 and C, PMLA, Vol. 68, No. 5 (Dec., 1953), p. 1142-1159
- Albert E. Hartung et Germaine Dempster, The Clerk's Endlink in the Manuscript, PMLA, Vol. 67, No. 7 (Dec., 1952), pp. 1173-1181
- J.S.P. Tatlock, The Legendary History of Britain. Geoffrey of Monmouth’s Historia Regum Britanniae and its Vernacular Versions. Berkeley/ Los Angeles, University of California Press, 1950 (révision du texte).